# Iberg bei Welda
Koordinaten: 51° 26′ 56″ N, 9° 5′ 45″ O

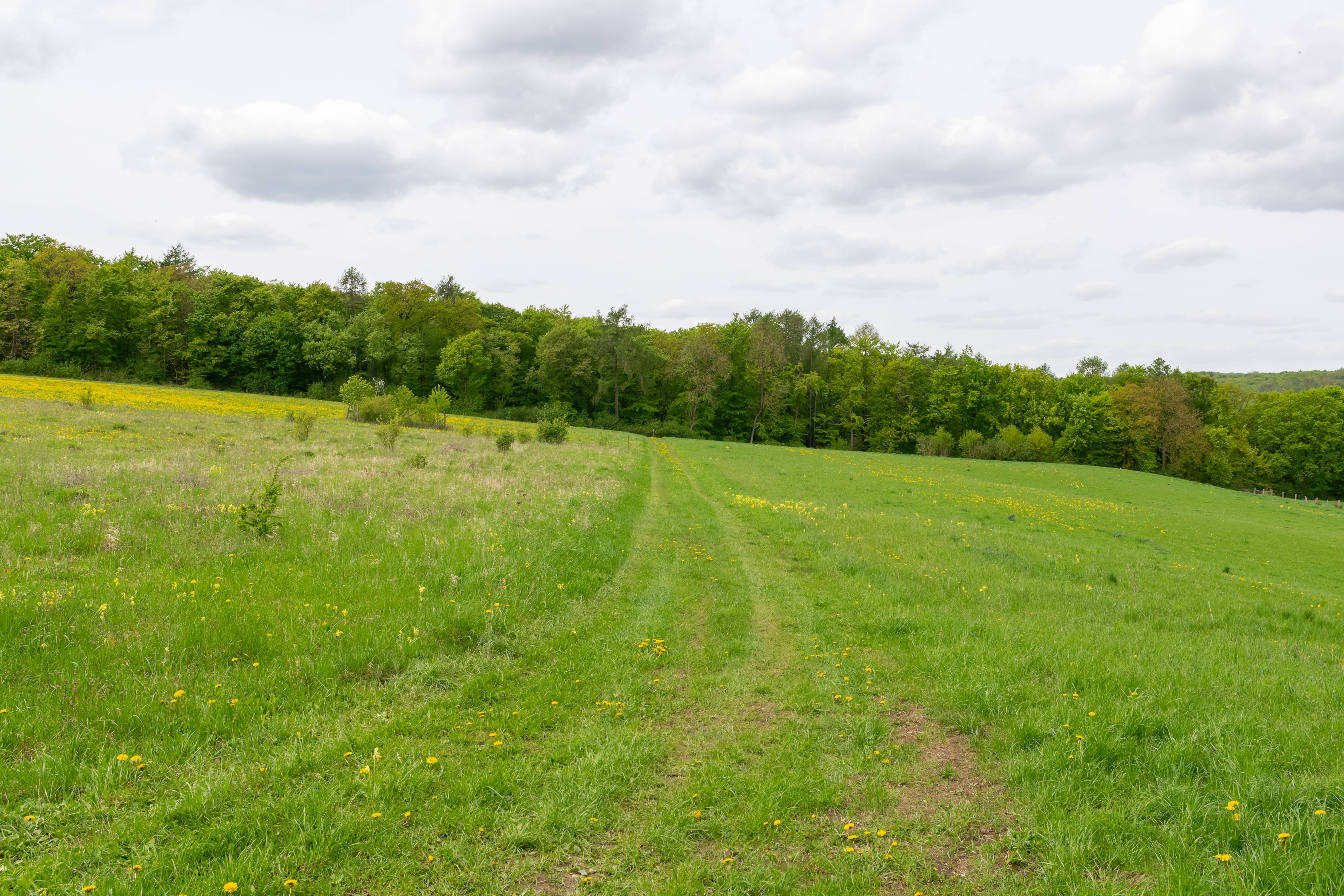
Naturschutzgebiet Iberg bei Welda (April 2018)

Das Naturschutzgebiet Iberg bei Welda liegt auf dem Gebiet der Stadt Warburg im Kreis Höxter in Nordrhein-Westfalen. 
Das etwa 95,85 ha große Gebiet mit der Schlüssel-Nummer HX-004, das im Jahr 1944 ausgewiesen wurde, erstreckt sich südwestlich der Kernstadt Warburg und westlich des Warburger Stadtteils Welda. Am nördlichen Rand des Gebietes fließt der Hörler Bach, am südwestlichen und südöstlichen Rand verläuft die Landesgrenze zu Hessen. Östlich des Gebietes fließt die Twiste, ein rechter Zufluss der Diemel, und verlaufen die Landesstraße L 552 und die A 44. Südwestlich – auf hessischem Gebiet im Landkreis Waldeck-Frankenberg – schließt sich das 29,5 ha große Naturschutzgebiet Iberg bei Hörle an.